# Rue Houdart
La rue Houdart est une voie du 20e arrondissement de Paris, en France.

## Situation et accès
La rue Houdart est une voie publique située dans le 20e arrondissement de Paris. Elle débute au 9, place Auguste-Métivier et se termine au 8, rue de Tlemcen.

## Origine du nom
Cette rue fait référence au nom d'un propriétaire.

## Historique
Cette voie, appelée « passage Houdart » et située dans l'ancienne commune de Belleville, est classée dans la voirie parisienne par le décret du 23 mai 1863 et prend son nom actuel par un arrêté du 30 janvier 1877.
Une partie de la rue délimitait la ZAC des Amandiers.